# Клітка для розуму
Клітка для розуму (англ. The Mind Cage) – науково-фантастичний роман канадського та американського письменника Альфреда Елтона ван Вогта опублікований 1957 року. Переробка його оповідання «Великий Суддя» (1948).

## Сюжет
Події розгортаються в 2140 році, після третьої атомної війни між Заходом та СРСР, коли вижила тільки третина населення, яка змушена була перебратись в підземні помешкання.
Також безслідно зник Мозок — суперкомп'ютер збройних сил США.
Утворилось близько 1000 «бандитських» держав, які поступово нормалізовувались.
До влади в одній з них приходить бувший офіцер грузинського походження, який називає себе Великий Суддя, і встановлює змішану ідеологію: комуністичну групову організацію та капіталістичне вільне підприємництво. Великий Суддя будує тоталітарну імперію, використовуючи своїх талановитих ставленників: головнокомандувача «Лідера Груп» та керівника «Контролю» (служби безпеки). Які прагматично і жорстоко завойовують йому одну за одною більшість міні-держав Азії та Північної Америки, використовуючи систему тортур, страт та винагород «революціонерам»-зрадникам.
Великий Суддя є імпульсивним і може змінити своїх ставленників навіть за необачний вислів.
Великий Суддя заборонив релігію та інститут сім'ї, запровадивши конкурс-лотерею серед чоловіків за право мати дитину, та обов'язкове виховання дітей у дитячих садках.
Його резиденцію, де він живе з коханками, охороняють загони з мутантів, які по закону мали право жити тільки у резерваціях.
«Лідер Груп» Девід Марін ризикує своєю кар'єрою, намагаючись захистити Вейда Траска, вченого, якого судять за заколот, оскільки він висловився за політичні зміни до групової організації.
Траска засуджують до страти, однак закон надає йому перед цим один тиждень повної свободи.
Таємно розробивши техніку перенесення особистостей, він обмінюється ними з Маріном наступного дня після засудження.
Марін прокидається в тілі ворога народу, в нього є 1 тиждень, щоб знайти Траска і повернутися у власне тіло до моменту страти.
Марін маскує обличчя Траска під своє та направляється в резиденцію Великого Судді перед виконанням його завдання по військовому захопленню Грузії, у якій за той час лад змінився з комуністичного на військово-наукову хунту, а потім на консервативну монархію.
Суддя наказує йому згвалтувати королеву, але формально залишити при владі.
На Кавказ з ним таємно вирішує полетіти його бувша «дружина», яку Великий Суддя забрав у свої коханки.
Вона підбурює його підняти заколот і стати новим Великим Суддею та запровадити послаблення: дозвіл на сім'ю та релігію.
Він зрештою розкриває її як шпигунку Грузії та сестру королеви та відсилає назад.
Повернувшись після успішної операції, він стикається з шпигунською діяльністю Мозку.
Який пручаючись викриттю завдає обмеженого ядерного удару по столиці.
Великий Суддя викриває маскування Маріна, і його у тілі Траска арештовують.
Після невдалих допитів вони з Траском знову міняються свідомостями.
Марін використовує засоби військового відомства, щоб розкрити 2 секрети Великого Судді: 
- шантаж його таємною науково-комуністичною групою з Грузії препаратами омолодження задля зміни ідеології на повністю комуністичну та
- вплив Мозку на свідомість Судді для убезпечення від пошуків його місцезнаходження у найглибших ядерних бункерах.

Марін вживає заходів для відбиття атаки флота дронів Мозку і той капітулює. А також арештовує шпигунів «групи» з Грузії.
Верховний Суддя надає Маріну помилування та послаблює заборону на створення сім'ї — вона дозволяється після 40 років при наявності народження 2 дітей за конкурсом.

## Історичні паралелі
- Сталін Йосип Віссаріонович
- Культ особи Сталіна
- Чистка (політика)
- Гібридна війна
- Групенфюрер